# Nemeritis tuitor
Nemeritis tuitor là một loài tò vò trong họ Ichneumonidae.